# Susticacán
Susticacán è una municipalità dello stato di Zacatecas, nel Messico centrale, il cui capoluogo è la località omonima.
Conta 1.360 abitanti (2010) e ha una estensione di 200,84 km².
Il nome della municipalità significa Luogo del grande canalone.